# Fontanars dels Alforins
Fontanars dels Alforins település Spanyolországban, Valencia tartományban. Fontanars dels Alforins Villena, Beneixama, Banyeres de Mariola, Campo de Mirra, Mogente és La Font de la Figuera községekkel határos. Lakosainak száma 947 fő (2024).

## Népesség
A település népessége az utóbbi években az alábbiak szerint változott:
| Lakosok száma | 968  | 996  | 1014 | 1024 | 1020 | 993  | 985  | 971  | 953  | 947  |
|               | 2001 | 2004 | 2007 | 2009 | 2012 | 2014 | 2017 | 2019 | 2022 | 2024 |